# جيوفاني درينثي
جيوفاني درينثي هو لاعب كرة قدم سورينامي في مركز الهجوم، ولد في 16 فبراير 1990 في باراماريبو في سورينام. شارك مع منتخب سورينام لكرة القدم. أما مع النوادي، فقد لعب مع S.V. Excelsior ‏.

## وصلات خارجية
- جيوفاني درينثي على موقع الاتحاد الدولي (مؤرشف)  (الإنجليزية)
- جيوفاني درينثي على موقع قاعدة بيانات كرة القدم.إي يو (الإنجليزية)
- جيوفاني درينثي على موقع ناشيونال فوتبول تيمز (الإنجليزية)
- جيوفاني درينثي على موقع Soccerway.com (الإنجليزية)